# رداسة
الردَّاسة أو الخفاش المُطَوَّق هو جنس من الخفافيش في فصيلة خفافيش الفاكهة.